# John Brown (cestista 1951)
John Young Brown (Francoforte sul Meno, 14 dicembre 1951) è un ex cestista statunitense, professionista nella NBA e in Italia.

## Carriera

### NBA
Venne selezionato dagli Atlanta Hawks al primo giro del Draft NBA 1973 (10ª scelta assoluta). Con gli Atlanta Hawks ha giocato dalla stagione 1973-74 alla stagione 1977-78: La stagione 1978-79 gioca nei Chicago Bulls, nel 1979 passa poi agli Utah Jazz. Nel 1979-80 torna a giocare negli Atlanta Hawks.  

### Carriera italiana
Ha giocato due stagioni consecutive a Mestre dal 1980 al 1982 (64 partite compresi play-off) e poi a Perugia la stagione seguente 1981-82 (30 partite). Nella stagione 1980-81 raggiunge con Mestre la promozione in A1 ed ai playoff i quarti di finale. La stagione seguente Mestre si salva quasi raggiungendo i playoff.

## Statistiche

### NBA

#### Regular Season
| Anno      | Squadra       | PG  | PT | MP   | TC%  | 3P% | TL%  | RP  | AP  | PRP | SP  | PP   |
| --------- | ------------- | --- | -- | ---- | ---- | --- | ---- | --- | --- | --- | --- | ---- |
| 1973-1974 | Atlanta Hawks | 77  | -  | 22,3 | 43,8 | -   | 75,1 | 5,7 | 1,5 | 0,4 | 0,2 | 9,3  |
| 1974-1975 | Atlanta Hawks | 73  | -  | 27,2 | 46,1 | -   | 74,0 | 5,9 | 1,8 | 0,7 | 0,2 | 11,2 |
| 1975-1976 | Atlanta Hawks | 75  | -  | 23,4 | 44,2 | -   | 77,5 | 5,4 | 1,7 | 0,6 | 0,2 | 7,9  |
| 1976-1977 | Atlanta Hawks | 77  | -  | 18,2 | 45,7 | -   | 80,7 | 3,1 | 1,3 | 0,6 | 0,1 | 5,7  |
| 1977-1978 | Atlanta Hawks | 75  | -  | 21,3 | 47,4 | -   | 82,5 | 4,0 | 1,4 | 0,7 | 0,1 | 7,3  |
| 1978-1979 | Chicago Bulls | 77  | -  | 16,4 | 47,9 | -   | 85,7 | 3,1 | 1,4 | 0,2 | 0,1 | 5,0  |
| 1979-1980 | Utah Jazz     | 4   | -  | 6,0  | 0,0  | -   | 100  | 2,3 | 1,0 | 0,0 | 0,0 | 1,0  |
| 1979-1980 | Atlanta Hawks | 28  | -  | 12,9 | 37,8 | -   | 77,3 | 2,2 | 0,5 | 0,1 | 0,1 | 3,9  |
| Carriera  | Carriera      | 486 | -  | 20,8 | 45,3 | -   | 78,3 | 4,4 | 1,4 | 0,5 | 0,2 | 7,4  |

#### Playoffs
| Anno     | Squadra       | PG | PT | MP   | TC%  | 3P% | TL% | RP  | AP  | PRP | SP  | PP  |
| -------- | ------------- | -- | -- | ---- | ---- | --- | --- | --- | --- | --- | --- | --- |
| 1978     | Atlanta Hawks | 2  | -  | 3,0  | -    | -   | -   | 0,0 | 0,0 | 0,0 | 0,0 | 0,0 |
| 1980     | Atlanta Hawks | 5  | -  | 11,6 | 30,8 | 0,0 | 100 | 2,0 | 0,2 | 0,2 | 0,2 | 2,0 |
| Carriera | Carriera      | 7  | -  | 9,1  | 30,8 | 0,0 | 100 | 1,4 | 0,1 | 0,1 | 0,1 | 1,4 |

## Palmarès
- NCAA AP All-America Third Team (1973)
- NBA All-Rookie First Team (1974)

### Palmares italiano
1980-81 promozione in serie A1